# David Racero
David Racero, né le 11 octobre 1986 à Bogota, est un philosophe et homme politique colombien. Il est membre de la Chambre des représentants depuis juillet 2018 et président de celle-ci entre le 20 juillet 2022 et le 20 juillet 2023.
Diplômé de philosophie et de sciences économiques, il est docteur en sciences politiques. Proche de Gustavo Petro, il s'engage au sein de Colombia Humana en 2011. Il est élu représentant avec des coalitions de gauche depuis 2018.

## Biographie

### Études et parcours professionnel
David Racero est né le 11 octobre 1986 à Bogota. Son père, Jorge Eliécer Racero est un proche du Parti libéral, accompagnant la campagne de son frère José Luis Mayorca au Sénat en 2014. Sous la présidence du libéral Ernesto Samper, son père est directeur technique de l'emploi au ministère du Travail.
Il est diplômé en tant que bachelier du collège Calasanz et de philosophie de l'université nationale de Colombie en 2008. En 2013, il obtient une maîtrise en économie suivie d'un doctorat en sciences politiques et relations internationales.
Il a occupé des postes financiers et administratifs dans des entreprises privées. Il a été professeur de philosophie et de sciences politiques dans deux écoles privées de Bogota.

### Parcours politique

#### Engagé à gauche puis proche de Gustavo Petro
Issu d'une famille libérale, il s'engage à gauche au Polo Joven en 2001, une organisation de jeunesse qui intégrera ensuite le Pôle démocratique alternatif.
David Racero devient proche de Gustavo Petro dès sa campagne présidentielle de 2010, candidat avec le PDA, dont il est le coordinateur de la jeunesse. L'année suivante, il participe également à sa campagne victorieuse pour la mairie de Bogota.
Lors de la même campagne, David Racero est également candidat à la mairie de Chapinero avec le mouvement Progresistas (l'ancien nom de Colombia Humana) de Gustavo Petro. Il n'obtient que 726 voix et n'est pas élu.

#### Fonctionnaire et secrétaire à la mairie de Bogota
Après l'investiture de Gustavo Petro en janvier 2012, il devient fonctionnaire au sein du secrétairiat de l'Intégration sociale, dont la secrétaire était Consuelo Ahumada. Son père travaillait également à l'Institut d'économie sociale (Ipes), nommé par Petro.
En juin 2012, après la démission de Consuelo Ahumada et la nomination de Teresa Muñoz au secrétariat de l'Intégration sociale, il est nommé coordinateur du programme « Renforcement de la gestion locale pour le développement humain à Bogotá », qui a renforcé l'investissement dans les communes de l'arrondissement de la capitale.
David Racero a également rejoint l'équipe de la Sous-direction de l'identification, de la caractérisation et de l'intégration du secrétariat de l'intégration sociale, qui avait comme objectif d'accompagner la formation des budgets participatifs dans les localités, un pari de Petro au début de leur la mairie comme moyen de renforcer la participation citoyenne et d'autonomiser les communautés, sur le modèle du Parti des travailleurs au Brésil.
À la fin du programme « Renforcement de la gestion locale pour le développement humain » en mai 2013, il est nommé directeur adjoint pour la jeunesse, ou il a promu les Maisons de la jeunesse. Il est resté en fonction jusqu'à la fin du mandat de Petro en 2015.

#### Candidat au conseil de Bogota

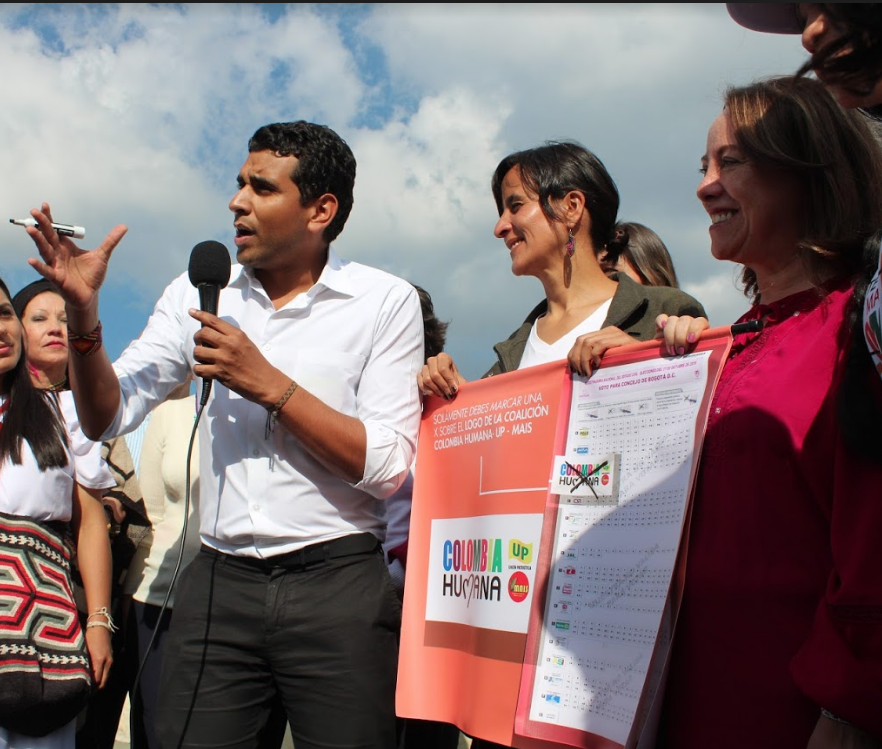
David Racero et Susana Muhamad lors de la campagne pour la mairie de Bogotá en 2019.

En 2015, il quitte son poste de fonctionnaire à la mairie de Bogota et se présente aux élections régionales d'octobre 2015 au  conseil de Bogota, à nouveau avec le mouvement Progresistas. David Racero obtient plus de 4 000 voix, le deuxième le vote le plus élevé de la liste, mais il n'est pas élu. Seul la tête de liste du mouvement Hollman Morris (es) est élu conseiller.
Lors des élections régionales d'octobre 2019, il participe à la campagne de Hollman Morris (es), investi par Colombia Humana, pour devenir maire. Il soutient Susana Muhamad, qui est élue.

#### Engagement écologiste et en faveur du processus de la paix
Après sa deuxième tentative infructueuse de devenir d'élu local de Bogota, David Racero a prend en charge la direction du projet de la Fondation Lidera, qu'il avait fondé avec ses parents et son frère.
Il s'est engagé dans la pédagogie en faveur du processus de paix, il a travaillé avec le département de l'administration publique, dans la formation des fonctionnaires sur les questions techniques de la mise en œuvre de l'Accord de paix.

#### Représentant de Colombie

##### Premier mandat
Il est candidat à la Chambre des représentants lors des élections législatives de mars 2018, avec Colombia Humana, soutenu et investi par le Mouvement alternatif indigène et social avec la coalition de Liste de la décence (es).
Durant sa campagne pour être élu dans la circonscription de Bogota, il concentre ses propositions sur l'éducation, en particulier l'enseignement supérieur public, ainsi que sur la proposition de revenu de base universel pour vaincre l'extrême pauvreté. C'était une liste dirigée par María José Pizarro, Racero était onzième sur la liste.
Poussé par la campagne présidentielle unitaire réussie de Gustavo Petro pour accéder au second tour, la coalition de Liste de la décence obtient 238 737 voix pour les élections à la Chambre des représentants, Pizarro et Racero sont élus représentants pour Bogota.
Lors de la campagne présidentielle de 2018, David Racero mène une opération dans les rues en soutien de Gustavo Petro pour les deux tours. Il invite Sergio Fajardo à rejoindre Petro pour battre Iván Duque au second tour, mais il refuse.
Il s'investit avec l'opposition de gauche à Iván Duque et mène différentes initiatives avec d'autres représentants comme Aída Avella, de l'Union patriotique. Il devient membre de la troisième commission, chargée des questions économiques, et critique les réformes fiscales du président Duque.

##### Second mandat

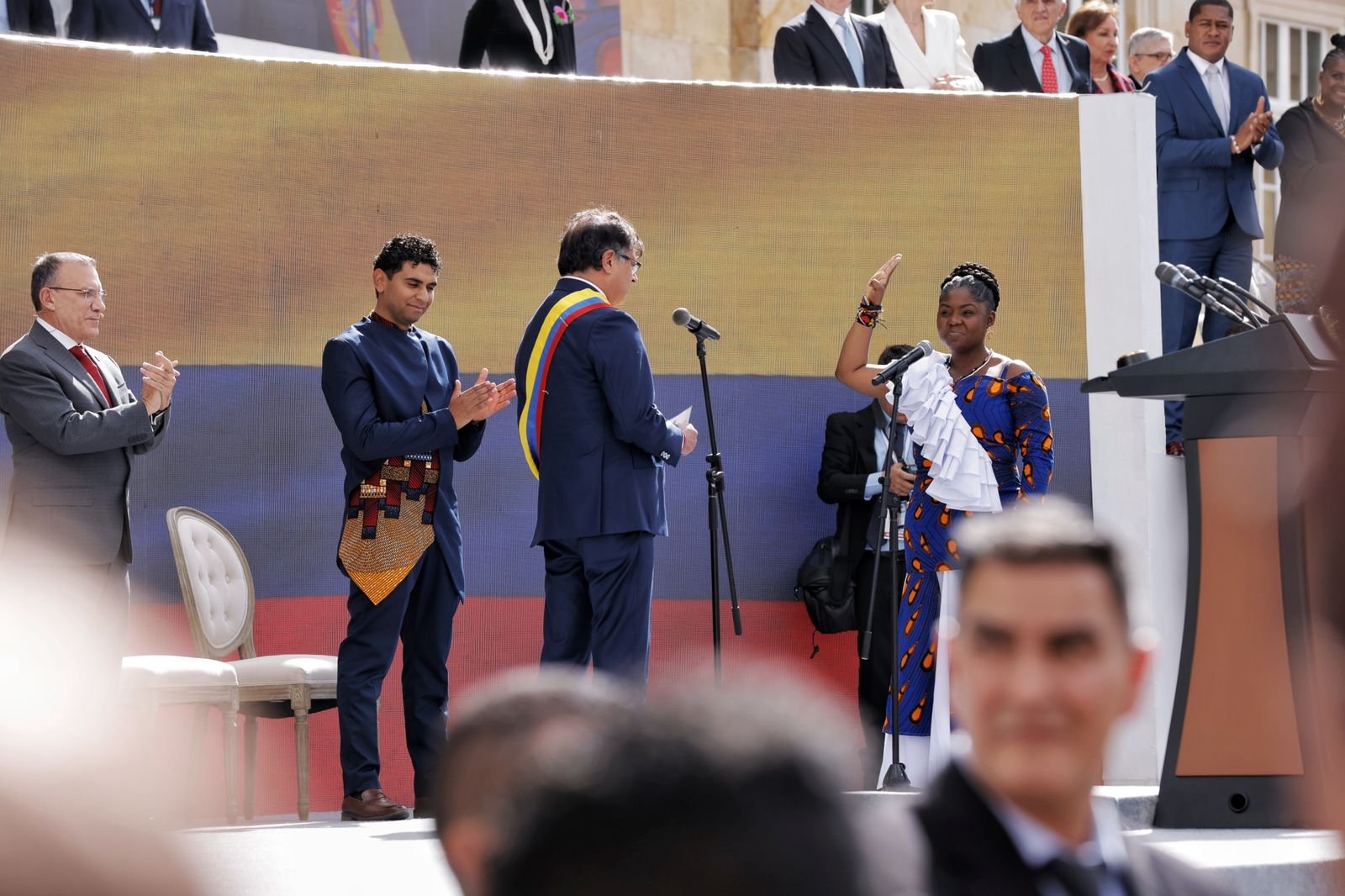
David Racero lors de l'investiture de Gustavo Petro le 7 août 2022.

Lors des élections législatives de 2022, il est réélu à la Chambre des représentants dans la circonscription de Bogota. La liste de la nouvelle coalition de gauche du Pacte historique obtient 800 000 voix. La veille de l'ouverture de la IXe législature, le 19 juillet, il obtient le soutien de la majorité des partis membres du Pacte historique pour être élu président de la Chambre.
Le lendemain, le 20 juillet, il est élu président de la Chambre des représentants avec une large majorité de 182 voix en sa faveur.
Le 7 août suivant, il assiste en cette qualité à l'investiture officielle du premier président de gauche Gustavo Petro. Lors de la cérémonie, il est habillé avec un costume bleu foncé, pourvu d'un pan multicolore sur le côté gauche, souhaitant ainsi rendre hommage aux peuples autochtones et groupes ethniques du pays.
Le 20 juillet 2023, il est remplacé par Andrés Calle à la présidence de la Chambre des représentants.